# Atletismo nos Jogos Pan-Americanos de 2015 - 5000 m feminino
A competição dos 5000 m rasos feminino foi um dos eventos do atletismo nos Jogos Pan-Americanos de 2015, em Toronto. Foi disputada no Estádio CIBC de Atletismo Pan e Parapan-Americano no dia 21 de julho.

## Calendário
Horário local (UTC-4).
| Data        | Horário | Fase  |
| ----------- | ------- | ----- |
| 21 de julho | 10:10   | Final |

## Medalhistas
| Ouro   | BRA Juliana Gomes dos Santos |
| Prata  | MEX Brenda Flores            |
| Bronze | USA Kellyn Taylor            |

## Recordes
Recordes mundial e pan-americano antes da disputa dos Jogos Pan-Americanos de 2015.
| Tipo                             | Atleta            | Tempo    | Local         | Data                |
| -------------------------------- | ----------------- | -------- | ------------- | ------------------- |
|                                  | Tirunesh Dibaba   | 14:11.15 | Oslo          | 6 de junho de 2008  |
| Recorde dos Jogos Pan-Americanos | Adriana Fernández | 15:30.65 | Santo Domingo | 6 de agosto de 2003 |

## Resultados

### Final
| Pos.              | Atleta                   | País               | Tempo    | Obs.            |
| ----------------- | ------------------------ | ------------------ | -------- | --------------- |
| Medalha de ouro   | Juliana Gomes dos Santos | BRA Brasil         | 15:45.97 | Recorde pessoal |
| Medalha de prata  | Brenda Flores            | MEX México         | 15:47.19 |                 |
| Medalha de bronze | Kellyn Taylor            | USA Estados Unidos | 15:52.78 |                 |
| 4                 | Yudisleidis Castillo     | CUB Cuba           | 15:59.44 | Recorde pessoal |
| 5                 | Alisha Williams          | USA Estados Unidos | 16:01.59 |                 |
| 6                 | Maria Pastuña            | ECU Equador        | 16:06.63 |                 |
| 7                 | Jessica O'Connell        | CAN Canadá         | 16:08.41 |                 |
| 8                 | Natasha Lebeaud          | CAN Canadá         | 16:17.40 |                 |
| 9                 | Carolina Tabares         | COL Colômbia       | 16:17.62 |                 |
| 10                | Tatiele de Carvalho      | BRA Brasil         | 16:27.09 |                 |
| 11                | Jovana de la Cruz        | PER Peru           | 16:31.94 |                 |
| 12                | Jessica Paguay           | ECU Equador        | 17:07.41 |                 |
| 13                | Soledad Torre            | PER Peru           | 17:11.83 |                 |

Legenda
| Recorde mundial                  | Recorde mundial (World record)               |                       | Recorde africano                      | Recorde africano (African) |                                           | Q | Classificado por posição (Qualified) |
| Recorde dos Jogos Pan-Americanos | Recorde pan-americano (Pan-American record)  | Recorde da América    | Recorde da América (Americas)         | q                          | Classificado por melhor tempo (Qualified) |   |                                      |
| Melhor marca do ano              | Melhor marca do ano (World leading)          | Recorde asiático      | Recorde asiático (Asian)              | DNS                        | Não largou (Did not start)                |   |                                      |
| Recorde nacional                 | Recorde nacional (National record)           | Recorde europeu       | Recorde europeu (European)            | DNF                        | Não terminou (Did not finish)             |   |                                      |
| Recorde pessoal                  | Recorde pessoal do atleta (Personal best)    | Recorde da Oceania    | Recorde da Oceania (Oceania)          | DSQ / DQ                   | Desclassificado (Disqualified)            |   |                                      |
| Recorde da temporada             | Recorde da temporada do atleta (Season best) | Recorde sul-americano | Recorde sul-americano (South America) | NM                         | Sem marca (No mark)                       |   |                                      |